# Anolis omiltemanus
Anolis omiltemanus (омілтемський аноліс) — вид ігуаноподібних ящірок родини анолісових (Dactyloidae). Ендемік Мексики.

## Поширення і екологія
Омілтемські аноліси мешкають в центральній частині Південної Сьєрра-Мадре в штаті Герреро, зокрема в заповіднику Омілтемі. Вони живуть в дубових і сосново-дубових рідколіссях, на висоті від 1500 до 2500 м над рівнем моря.